# Giyani
Giyani ist eine Stadt in der südafrikanischen Provinz Limpopo. Sie ist Verwaltungssitz der Gemeinde Greater Giyani im Distrikt Mopani. 2011 hatte sie 25.954 Einwohner. Sie war zudem die Hauptstadt des damaligen Homelands Gazankulu.
Giyani ist relativ jung und wurde von der südafrikanischen Apartheid-Regierung als Hauptstadt für Gazankulu gegründet. Die Stadt wird hauptsächlich von Tsonga bewohnt.